# Сопиља
Сопиља је насељено мјесто у општини Невесиње, Република Српска, БиХ. Према попису становништва из 1991. у насељу је живјело 395 становника.

## Становништво
На Попису 1991. године овдје су живјеле породице: Буква, Црномеровић, Чамо, Чуљак, Ћатић, Дроце, Фазлић, Фериз, Гризовић, Ковачевић, Побрић, Пуце, Станковић, Шабовић, Шемић, Васиљ, Враче, Зољ и Жугор.
| Демографија | Демографија | Демографија |
| Година      | Становника  | Становника  |
| ----------- | ----------- | ----------- |
| 1961.       | 465         |             |
| 1971.       | 497         |             |
| 1981.       | 444         |             |
| 1991.       | 394         |             |